# San Nicola di Melfi
San Nicola di Melfi is een plaats (frazione) in de Italiaanse gemeente Melfi.